# Sogndal
Sogndal je občina v okrožju Vestland na Norveškem. Leži ob severni obali Sognefjorda v tradicionalnem okrožju Sogn. Vas Hermansverk je upravno središče občine Sogndal. Druge vasi so Kaupanger, Kjørnes, Fimreite, Nornes in Fjærland. Letališče Sogndal, Haukåsen je 10 kilometrov jugozahodno od Kaupangerja.
Norveško narečje, ki se govori v Sogndalu, se imenuje sognamål.
Leta 1917 je kmet v Sogndalu (Kato Linde) preoral kamen Eggja, nagrobnik z runskimi napisi, pomembnimi za zgodovino staronordijskega jezika.
S 1258 kvadratnimi kilometri je občina 84. največja po površini od 356 občin na Norveškem. Sogndal je 96. najbolj naseljena občina na Norveškem z 12.097 prebivalci. Gostota prebivalstva v občini je 9,8 prebivalcev na kvadratni kilometer in njeno prebivalstvo se je v zadnjih 10 letih povečalo za 10,8 %.

## Splošne informacije
Sogndal je bil kot občina ustanovljen 1. januarja 1838 (zakon formannskapsdistrikt). Prvotna občina je bila enaka župniji Sogndal (prestegjeld) s podžupnijami (sokn) Stedje, Norane in Kaupanger. V 1960-ih je bilo po vsej Norveški veliko občinskih združitev zaradi dela odbora Schei. 1. januarja 1964 je bilo območje Tingstad (prebivalstvo: 5) preneseno iz občine Leikanger v občino Sogndal. 1. januarja 2000 je bila podžupnija Fjærland prenesena iz občine Balestrand v Sogndal zaradi dokončanja predora Frudal, ki je povezoval prej izolirano območje Fjærland s Sogndalom in ne z Balestrandom.
1. januarja 2020 je prišlo do velike občinske združitve. Občina Sogndal (prebivalstvo: 8191) je bila združena z občino Leikanger (prebivalstvo: 2331) in večino občine Balestrand (razen območja Nesse, ki je bilo združeno v občino Høyanger), da je nastala veliko večja občina, imenovana Sogndal. Istega dne je bilo upravno središče prestavljeno iz Sogndalsfjøra v Hermansverk. Na ta dan je občina po združitvi okrajev Sogn og Fjordane in Hordaland postala del novoustanovljenega okraja Vestland.

## Ime
Občina (prvotno župnija) je dobila ime po dolini Sokndalen (staronordijsko Sóknardalr), saj je bila tam zgrajena zgodovinska cerkev v župniji Stedje. Prvi element je rodilnik imena reke Sókn (danes Sogndalselvi). Ime reke izhaja iz glagola sœkja, ki pomeni 'iskati', torej je »reka, ki išče (najde/sili) svojo pot«. Zadnji element je dalr, kar pomeni 'dolina' ali 'dol'.

## Cerkve
Norveška cerkev ima šest župnij (sokn) znotraj občine Sogndal. Je del Sogn prosti (dekanije) v škofiji Bjørgvin.
Glavna župnijska cerkev je v Stedju. To je verjetno ena najstarejših cerkva v Sognu, verjetno postavljena v prvi polovici 11. stoletja. Sedanja cerkev je bila zgrajena leta 1867, takrat pa so podrli staro kleti. V bližini cerkve stoji runski kamen, v bližini pa so našli sledi vikinške naselbine.
Sogndal je v zgodovini imel tri podžupnije (pod Stedje): Kaupanger, Norane in Fjærland. Vse tri so tudi stare cerkve. Prvi cerkvi v Kaupangerju in Noraneju sta bili verjetno zgrajeni že v 11. stoletju, v Fjærlandu pa je bila prvotna cerkev zgrajena okoli leta 1600. Sedanja cerkev v Fjærlandu je bila zgrajena leta 1861, v Noraneu pa leta 1863. V Kaupangerju je [[stara lesena cerkev iz 12. stoletja še vedno stoji. Izkopanine kažejo, da je bila to verjetno tretja cerkev na tem mestu. Cerkev je bila leta 1862 prezidana in izgubila večino svojega prvotnega značaja. Toda danes boste zaradi projekta obnove našli cerkev podobno kot pred letom 1862.

## Zgodovina

### Samooskrbno kmetovanje
Sogndal je staro prebivališče. Arheološka izkopavanja kažejo, da so ljudje tam živeli že leta 700 pr. n. št. Prve kmetije v Sogndalu segajo v 1. stoletje našega štetja in ugotovitve kažejo, da so bile to bogate kmetije. Že od antičnih časov je bilo kmetijstvo najpomembnejša dejavnost v Sogndalu. Tradicionalno sta bili najpomembnejši pridelava žita in živinoreja, pogosta pa sta bila tudi gozdarstvo in sadjarstvo. Sadje, zlasti jabolka, so gojili že od pisnih virov. V zgodovinskih zapisih kralja Sverrea (12. stoletje) so besede in imena, ki kažejo, da so na tem območju gojili jabolka.

### Industrijska revolucija
Največje naselje v Sogndalu, Sogndalsfjøra, ima kot obmorsko naselje dolgo in izjemno zgodovino. Verjetno je bilo stoletja središče župnije, trgovine z mešanim blagom in pekarne pa pričajo o njegovem zgodnjem pomenu trgovskega središča.
Za to skupnost je bila značilna živahna dejavnost. Tam so bili pristanišča za čolne za kmete, ki so živeli ob fjordu, tukaj so bile ustanovljene vojaške funkcije, kasneje pa so lastniki hiš oddajali sobe prvim učencem novoustanovljene ljudske šole. Pravni zbori so potekali v Hofslundu, vikar je živel v bližini, cerkev pa je bila v Stedjeju na vidnem mestu.
Sogndalsfjøra je bilo naseljeno že v 17. stoletju. Do leta 1701 je število stalnih prebivalcev doseglo 60–70, predvsem ljudi, ki niso imeli posesti, ampak so se preživljali kot dnevni delavci. Stoletje pozneje se je število prebivalcev povečalo na 222, do leta 1900 pa je bilo registriranih 422 prebivalcev.
Proti koncu 19. stoletja se je industrijska baza razširila in okrepila. Leta 1881 so bili pleskarji, zlatar, sedlarji, mizarji, čevljarji, urarji, klepar in mesar. Deset let kasneje je Sogndalsfjøra imela lastnega zavarovalniškega agenta, telefonista, »avtomobilskega šoferja«, fotografa in tiskarja. Sogndalsfjøra ni bila več barakarsko naselje, postajalo je središče trgovine in izobraževanja.
Sogndal nikoli ni bil tipična industrijska skupnost. Ob reki 300 metrov gorvodno od fjorda je od sredine 19. stoletja dalje stala tovarna vžigalic. Kasneje sta bili dodani še volnarna in polnilnica brezalkoholnih pijač in sadnih sokov. Leta 1911 so tu zgradili hidroelektrarno z 200 kilovatnim generatorjem. To je bila ena prvih elektrarn v regiji, pravzaprav ena prvih na norveškem podeželju.
Na drugi strani reke je bil mlin Stedje, mlin za žito na turbinski pogon, ki je bil v začetku 20. stoletja zelo pomemben za Sogndal in sosednje župnije. Ustanovljen je bil leta 1893 in je ostal v uporabi do 1960-ih, v lasti in upravljanju iste družine skozi tri generacije.

## Geografija
Sogndal je na severni obali velikega Sognefjorda, ki obdaja Sogndalsfjorden, ki se odcepi od glavnega fjorda. Severni Sogndal obdaja notranji del Fjærlandsfjorden. Občino prepolovijo gore in predor Frudal povezuje južni (bolj poseljen) del Sogndala z območjem Fjærland na severu. Območje Fjærland je obdano z gorami in vodo. Edini drugi dostop do območja Fjærland je skozi predor Fjærland, ki se povezuje z občino Jølster na severu.
Narodni park Jostedalsbreen leži na skrajnem severnem delu občine. Ledenik Jostedalsbreen je delno v Sogndalu in ima več majhnih ledeniških rokavov znotraj Sogndala: Bøyabreen, Jostefonn in Supphellebreen.
Občina Luster leži na severovzhodu in vzhodu; Občina Jølster leži na severozahodu; Občine Gaular, Leikanger in Balestrand ležijo na zahodu; Občini Vik in Lærdal ležita na jugu (čez Sognefjorden).

### Podnebje
Zaradi velikih topografskih razlik se podnebje Sogndala spreminja od zmernega oceanskega (Cfb) na morski gladini vzdolž Sognefjorda do subarktičnega (Dfc) v višjih legah do alpske tundre v visokih legah v gorah nad gozdno mejo (nad 900 m nadmorske višine). Njøs je najbližja vremenska postaja mestu Sogndal (približno 16 kilometrov stran zračne črte) in ima zmerno oceansko podnebje (morsko podnebje zahodne obale). Najbolj mokro obdobje je september - januar, najbolj suho obdobje pa april - avgust. Povprečne mesečne temperature se gibljejo od 0,7 °C februarja do 16,5 °C julija. Najvišja temperatura vseh časov pri Njøsu 32,5 °C je iz julija 2019, najnižja temperatura vseh časov pa −17,4 °C je bila zabeležena januarja 1987 na prejšnji postaji v Leikangerju, blizu Njøsa.

## Gospodarstvo
Kmetijstvo je imelo vedno pomembno vlogo v občini Sogndal. Tradicionalno je bila industrija v Sogndalu osredotočena na predelavo kmetijskih in gozdarskih proizvodov.
Industrijski park Kaupanger je dom številnih velikih podjetij. Lerum Industries A/S, proizvajalec limonade, sirupa, sokov in marmelade, je temeljno podjetje v Sogndalu in je tudi največja tovarna te vrste na Norveškem. Gilde je mesnopredelovalno podjetje, specializirano za suhomesnate izdelke. Skupaj z Lerumom predstavlja večino tradicionalne industrije v Sogndalu. V Sogndalu je tudi veliko funkcij javnih služb v regiji.
Dovoljenja za ribolov v rekah (za ribolov lososa) se prodajajo za uporabo na določenih rekah, vključno z Årøy-elva.
Sogndal je nakupovalno in maloprodajno središče za okoliško regijo, ki ima približno 30.000 prebivalcev. V strnjenem središču Sogndalsfjøra je približno 70 trgovin. Veliko teh trgovin je v novem, sodobnem nakupovalnem središču Sogningen Storsenter.

## Zanimivosti
- De Heibergske Samlinger – Sogn Folkemuseum in Sogn Fjordmuseum pri Kaupangerju. Prikazuje življenje ob Sognefjordu od 18. stoletja do danes.
- Kaupangerska lesena cerkev - največja lesena cerkev v regiji Sognefjord, zgrajena okoli leta 1190.
- Norsk Bremuseum v Fjærlandu – muzej z »praktičnimi« dejavnostmi, ki je prejel številne nagrade in kjer se lahko pouči o snegu, ledu in ledenikih.
- Den norske bokbyen v Fjærlandu - različne rabljene knjigarne, starinarnice in knjižne kavarne.[9]